# العلاقات الإكوادورية الغينية
العلاقات الإكوادورية الغينية هي العلاقات الثنائية التي تجمع بين الإكوادور وغينيا.

## مقارنة بين البلدين
هذه مقارنة عامة ومرجعية للدولتين:
| وجه المقارنة                                              | الإكوادور                      | غينيا       |
| --------------------------------------------------------- | ------------------------------ | ----------- |
| المساحة (كم2)                                             | 283.56 ألف                     | 245.86 ألف  |
| عدد السكان (نسمة)                                         | 16.62 مليون                    | 12.72 مليون |
| الكثافة السكانية (ن./كم²)                                 | 58.61                          | 51.74       |
| العاصمة                                                   | كيتو                           | كوناكري     |
| اللغة الرسمية                                             | اللغة الإسبانية، كيشوا ‏، شوار ‏ | لغة فرنسية  |
| العملة                                                    | دولار أمريكي، سوكري إكوادوري   | فرنك غيني   |
| الناتج المحلي الإجمالي (بليون دولار)                      | 103.06 مليار                   | 10.50 مليار |
| الناتج المحلي الإجمالي (تعادل القوة الشرائية) بليون دولار | 185.24 مليار                   | 15.24 مليار |
| الناتج المحلي الإجمالي الاسمي للفرد دولار أمريكي          | 6.21 ألف                       | 531         |
| الناتج المحلي الإجمالي للفرد دولار أمريكي                 | 11.37 ألف                      | 1.22 ألف    |
| مؤشر التنمية البشرية                                      | 0.746                          | 0.411       |
| رمز المكالمات الدولي                                      | +593                           | +224        |
| رمز الإنترنت                                              | .ec                            | .gn         |
| المنطقة الزمنية                                           | 00                             | 00          |

## منظمات دولية مشتركة
يشترك البلدان في عضوية مجموعة من المنظمات الدولية، منها:
| علم المنظمة | اسم المنظمة                        | تاريخ انضمام الإكوادور | تاريخ انضمام غينيا |
| ----------- | ---------------------------------- | ---------------------- | ------------------ |
|             | مؤسسة التنمية الدولية              | 7 نوفمبر 1961          | 26 سبتمبر 1969     |
|             | يونسكو                             | 22 يناير 1947          | 2 فبراير 1960      |
|             | وكالة ضمان الاستثمار متعدد الأطراف | 12 أبريل 1988          | 5 أكتوبر 1995      |
|             | الأمم المتحدة                      | 21 ديسمبر 1945         | 12 ديسمبر 1958     |
|             | الفريق المعني برصد الأرض           | ?                      | ?                  |
|             | الاتحاد البريدي العالمي            | ?                      | ?                  |
|             | البنك الدولي للإنشاء والتعمير      | 28 ديسمبر 1945         | 28 سبتمبر 1963     |
|             | منظمة حظر الأسلحة الكيميائية       | ?                      | ?                  |
|             | مؤسسة التمويل الدولية              | 20 يوليو 1956          | 22 أكتوبر 1982     |
|             | منظمة التجارة العالمية             | ?                      | 25 أكتوبر 1995     |
|             | منظمة الشرطة الجنائية الدولية      | ?                      | ?                  |

## وصلات خارجية
- موقع وزارة الخارجية الإكوادورية